# Matilda Ekh
Matilda Ekh (Västerås, 19 aprile 2002) è una cestista svedese.

## Carriera
Con la Svezia ha disputato i Campionati europei del 2021.